# علي السرياطي

علي السرياطي أثناء حضوره في إحدى حفلات تكريم

علي السرياطي عسكري تونسي برتبة فريق أول. شغل منصب مدير الأمن الرئاسي للرئيس التونسي السابق زين العابدين بن علي، في عام 1990، تم تكريمه بوسام الجمهورية وهو برتبة عميد في منصبه كمدير عام الأمن العسكري.
وفي 18 فبراير 1991، تم تعيينه مدير أمن تحت إمرة وزير الداخلية عبد الله القلال حتى سنة 2002، قبل تعين الجنرال محمد الهادي بن حسين محله. سنة 2002 تولى منصب «مستشار أول لدى رئيس الجمهورية ومدير العام لأمن رئيس الدولة والشخصيات الرسمية». هو الرجل الثاني الذي يتولي هذا المنصب بعد الجنرال عبد الرحمان بلحاج علي، سفير تونس بموريتانيا حاليا ورجل آخر من ثقات بن علي.
تحمل السرياطي مسؤلية المدير العام للأمن الوطني من العام1991 إلى العام 2002، تحمله العديد من الجمعبا الحقوقية المسؤولية عن عمليات القمع والقتل التي حصلت في تلك السنوات، ومن الواضح أنه ظلّ بعيدا عن الأضواء حتى سقوط النظام.
تم اعتقاله بعد الثورة التونسية الشعبية في منطقة العوينة من قبل فرقة طلائع الحرس الوطني التونسي بعد أن اتهمته السلطات ومجموعة من مساعديه في بيان لها بـ«التآمر على أمن الدولة الداخلي وارتكاب الاعتداء المقصود منه حمل السكان على مهاجمة بعضهم بعضا بالسلاح وإثارة الهرج والقتل والسلب بالتراب التونسي»، وذكر البيان أن ميليشيات تابعة للسرياطي، عملت على إثارة الهرج والقتل والسلب بالتراب التونسي لغاية التآمر على أمن الدولة الداخلي، خلال الفترة التي تلت سقوط نظام بن علي. قام يوم 26 يوليو قاضي التحقيق بالمحكمة الابتدائية بتونس باستنطاقه بخصوص أحداث يوم 14 يناير، يوم هروب الرئيس السابق إلى السعودية.